# Richard Louis Duckett
Richard Louis Duckett (Montreal, 30 januari 1885 - Montreal, 19 juli 1972) was een Canadees lacrossespeler. 
Met de Canadese ploeg won Duckett de olympische gouden medaille in 1908.

## Resultaten
- 1908  Olympische Zomerspelen in Londen